# Чернолик
Черноли́к (болг. Чернолик) — село в Силістринській області Болгарії. Входить до складу общини Дулово.

## Населення
За даними перепису населення 2011 року у селі проживали 1428 осіб.
Національний склад населення села:
| Національність   | Кількість осіб | Відсоток |
| ---------------- | -------------- | -------- |
| турки            | 1115           | 85,4%    |
| цигани           | 163            | 12,5%    |
| болгари          | 27             | 2,1%     |
| інша             | 0              | 0%       |
| не визначились   | 0              | 0%       |
| Всього відповіли | 1305           |          |

Розподіл населення за віком у 2011 році:
Динаміка населення: